# Archidiecezja Bulawayo
Archidiecezja Bulawayo (łac. Archidiœcesis Bulauaiensis) – diecezja rzymskokatolicka w Zimbabwe. Powstała w 1930 jako misja sui iuris. W 1932 podniesiona do rangi prefektury apostolskiej. Promowana jako wikariat apostolski w 1937. Podniesiona do rangi diecezji w 1955. Archidiecezja od 1994.

## Główne świątynie
- Archikatedra: Bazylika archikatedralna Niepokalanego Poczęcia Najświętszej Maryi Panny w Bulawayo

## Biskupi diecezjalni
- Superiorzy misji
  - o. Ignazio Arnoz MHM (1931 –1932)
- Prefekci apostolscy Bulawayo 
  - Bp Ignazio Arnoz MHM (1932 – 1937)
- Wikariusze apostolscy Bulawayo 
  - Bp Ignazio Arnoz MHM (1937 – 1950)
  - Bp Adolph Gregory Schmitt CMM (1950 – 1955)
- Biskupi Bulawayo 
  - Bishop Adolph Gregory Schmitt CMM (1950 – 1974)
  - Bp Ernst Heinrich Karlen CMM (1974 – 1994)
- Arcybiskupi metropolici
  - Abp Ernst Heinrich Karlen CMM (1994 – 1997)
  - Abp Pius Ncube (1997 – 2007)
    - administrator: o. Martin Schupp, CMM (2007 – 2009)

  - Abp Alex Thomas Kaliyanil SVD (od 2009)